# Esposas e hijas

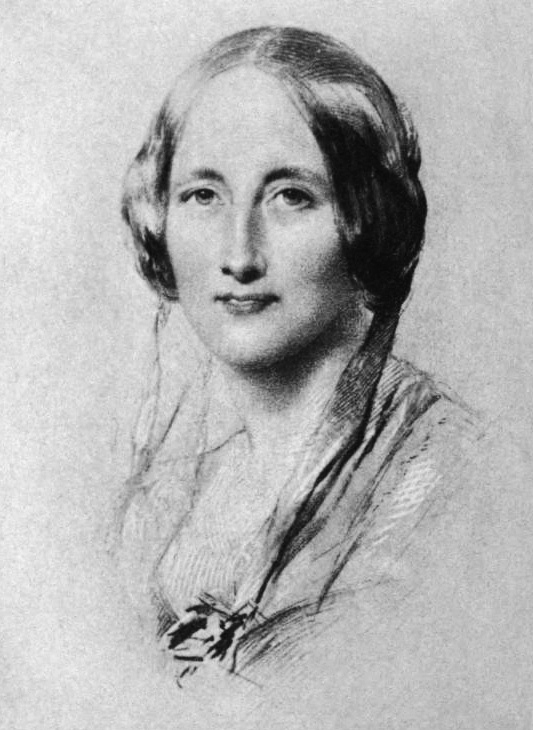
Retrato de Elizabeth Gaskell, por George Richmond.

Esposas e hijas (Wives and Daughters) es una novela inglesa escrita en el siglo XIX por Elizabeth Gaskell.

## Argumento
Después de años como viudo, Mr. Gibson, doctor de un pueblo situado en la campiña inglesa llamado Hollingford, decide casarse nuevamente, para lo que su hija, Molly, no está preparada. La vida de ésta cambia radicalmente por la llegada de su manipuladora madrastra, que la involucrará en un mundo de traición y secretos familiares, y de su bella hermanastra, Cynthia. A pesar de las diferencias entre ambas jóvenes, pronto se convierten en muy buenas amigas, pero un peligroso secreto del pasado de Cynthia traerá serias consecuencias para ambas. Una intrigante historia de cotilleos y anhelos en los que Molly cambiará su visión del mundo.. 

## Otros
En 1971 se realizó la primera adaptación de novela de Gaskell. 
En 1999 se estrenó la segunda adaptación de la clásica novela de Gaskell por los productores de Orgullo y prejuicio. La miniserie alcanzó en Gran Bretaña altísimos índices de audiencia y unánime consagración de la crítica. Dirigida por Nicholas Renton. Con las actuaciones de Francesca Annis, Michael Gambon, Justine Waddell, Iain Glen y Keeley Hawes.